# Parkachikgletscher
Der Parkachikgletscher, auf alten Landkarten Ganri-Gletscher (englisch „Ganri Glacier“), befindet sich im Westhimalaya im indischen Unionsterritorium Ladakh.

## Lage
Der im Nun-Kun-Massiv im Distrikt Kargil gelegene Parkachikgletscher hat eine Länge von 16 km. Der obere Bereich des Gletschers, der sich über 6000 m Höhe befindet, wird durch einen hufeisenförmigen Gebirgskamm mit den Gipfeln Nun, Lingsarmo (vormals Pinnacle Peak) und Kun eingerahmt und wird als „Schneeplateau“ (englisch „Snow Plateau“) bezeichnet. Unterhalb von Nun und Kun biegt der Gletscher nach Norden ab und reicht fast bis an das linke Flussufer des Suru, ein Zufluss des Indus, auf eine Höhe von 3600 m hinab. Die Gletscherfläche beträgt ungefähr 48 km². 